# Espace de libertés
Pour les articles homonymes, voir Espace de liberté (homonymie).
Espace de libertés est un magazine mensuel belge d'opinion, édité par le Centre d'Action Laïque.
Il a été fondé en juin 1987 par Jean Schouters.
Le magazine pose un regard laïque sur l’actualité, qu’elle soit politique, sociale, éthique, économique, culturelle, etc., pour mieux comprendre la diversité d’un monde souvent dominé par les idéologies et les dogmatismes.  Chaque mois, le magazine ouvre ses colonnes à la réflexion de spécialistes, d’observateurs et de journalistes qui proposent un éclairage laïque des sujets traités.  Autour d’un dossier de réflexion sur un thème sociétal, les différentes rubriques mettent en évidence une série de problématiques où la laïcité se retrouve de manière transversale, avec des points de vue originaux, des analyses (im)pertinentes et des tentatives de réponses aux interrogations des lecteurs/citoyens.